# Lacul Izvorul Muntelui
Lacul Izvorul Muntelui (cunoscut și sub denumirea de Lacul Bicaz) este un lac de acumulare aflat pe cursul mijlociu al râului Bistrița din România, în Carpații Orientali, la 4 km în amonte față de orașul Bicaz din județul Neamț.
Lacul, cu o formă alungită, pe direcția nord-vest – sud-est, are o suprafață de 32,6 km² și s-a format după construirea între anii 1950 și 1960 a unui baraj care alimentează hidrocentrala de 210 MW construită în timpul regimului comunist inclusiv cu aportul muncii forțate prestate de deținuți politici. Pentru construcția barajului și amenajarea lacului au fost strămutate 22 de sate din zonă, și peisajul natural a fost drastic schimbat, el fiind declarat rezervație naturală acvatică în 2000.
Lacul este ocolit pe malul său nord-estic de șoseaua națională DN15, care leagă Piatra Neamț de Toplița.

## Lacul

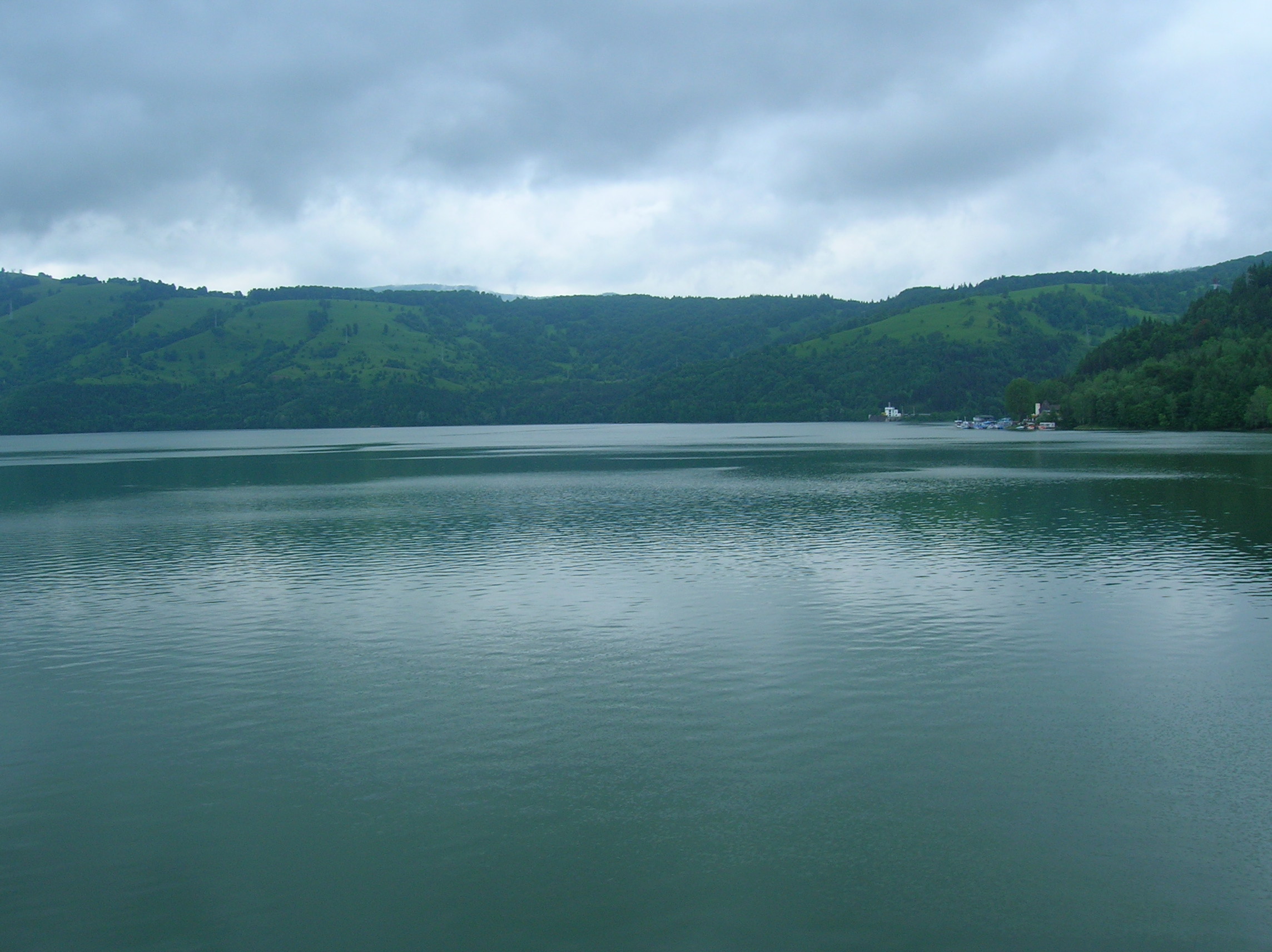
Vedere spre lacul Izvorul Muntelui de pe coronamentul barajului de la Bicaz

Direcția sa generală este de la nord-vest spre sud-est, având frecvente zone de extindere laterală, cea mai importantă fiind cea de pe râul Bistricioara (de aproximativ 3 km). Are – în medie - o lungime de 35 km, un perimetru de 71 km, o suprafață de 32,6 km² și un volum maxim de apă de 1.250 milioane m³, fiind totodată – ca mărime – al doilea lac artificial din România[A] și al treilea ca înălțime[B]. Diferența dintre cotele maximă – aflată la 516 m altitudine și minima – aflată la 434 m altitudine, este de 82 m, depinzând de regimul de exploatare. Geologic amenajarea este situată în zona flișului Carpaților Orientali.
Două captări secundare aflate la Tașca respectiv Izvoru Muntelui, deviază apa râurilor Bicaz respectiv pârâului Izvorul Muntelui în lacul principal. Cea de la Tașca se constituie în spatele unui baraj de tip stăvilar cu două câmpuri deversoare echipate cu 2 stavile segment cu clapetă, fiind limitată de un dig lateral cu o lungime de 1,3 km și un dig de pamant lung de 60 m în frontul de retenție, ce se închide în versantul stâng. Priza de apă se continuă cu o galerie de derivație cu diametrul de 0,4 m și o lungime de 9845 m, ce asigură debitul de servitute. Cea de-a doua captare (de tip tirolez, debit instalat de 2,4 mc/s) este instalată la traversarea galeriei de derivație de către pârâul Izvorul Muntelui, cu dirijarea acestuia direct în galerie (conductă îngropată cu diametrul de 3 m și lungime de 150 m). Debitul normal de transport al derivației la nivelul normal de retenție al lacului este de 15 m3/sec.

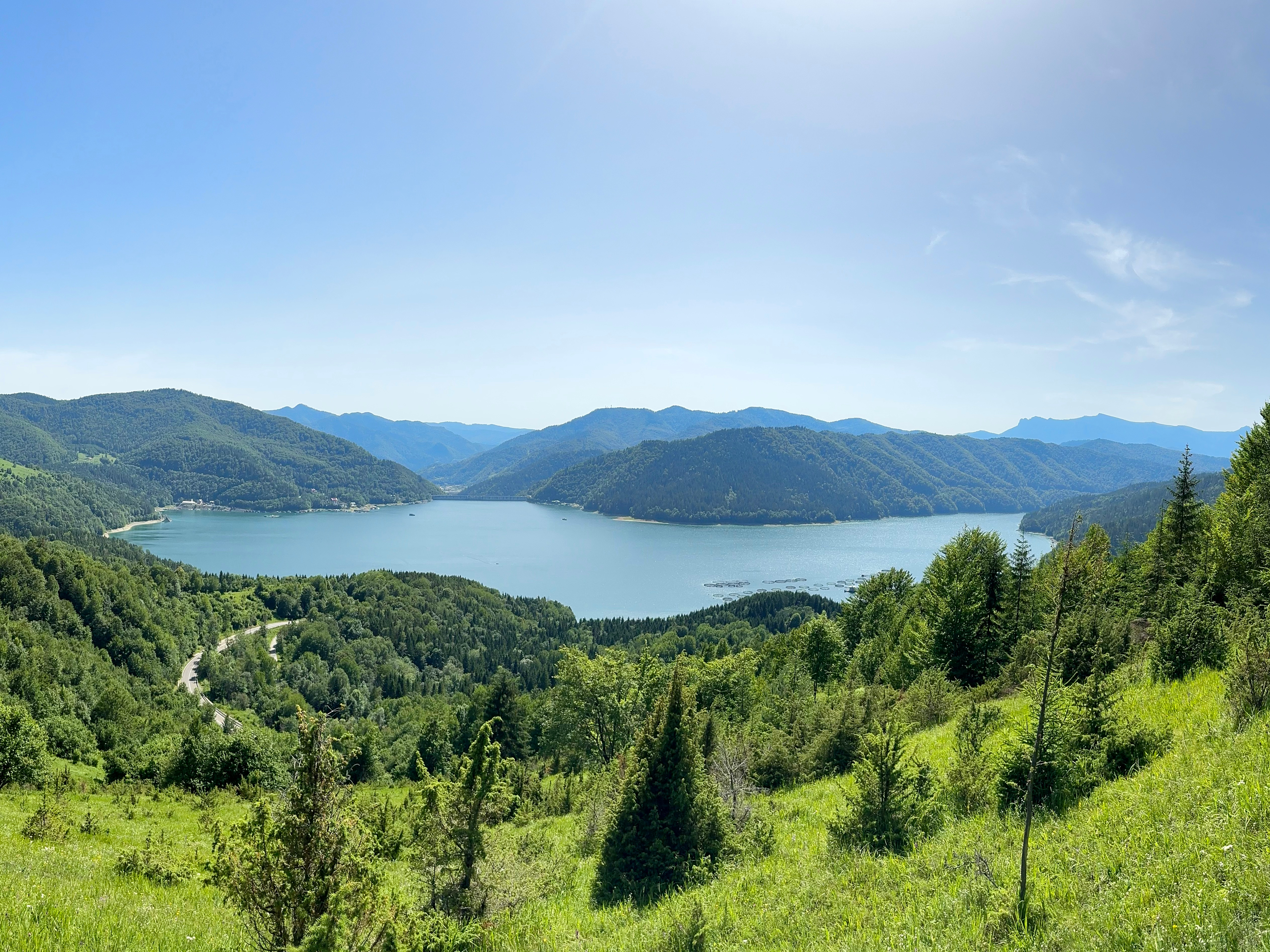
Vedere spre Lacul Izvorul Muntelui de pe munte

Apa acumulată la Tașca este folosită atât pentru producerea de energie electrică în centrala hidroelectrică „Bicaz-Stejaru” cât și pentru alimentarea fabricii de ciment din localitate sau pentru alte cerințe din aval. Concepția acumulării permite – la nevoie, mărirea volumului acesteia la circa 31 milioane m3 prin înlocuirea digului longitudinal de la malul drept cu un dig transversal în frontul de retenție.

## Barajul

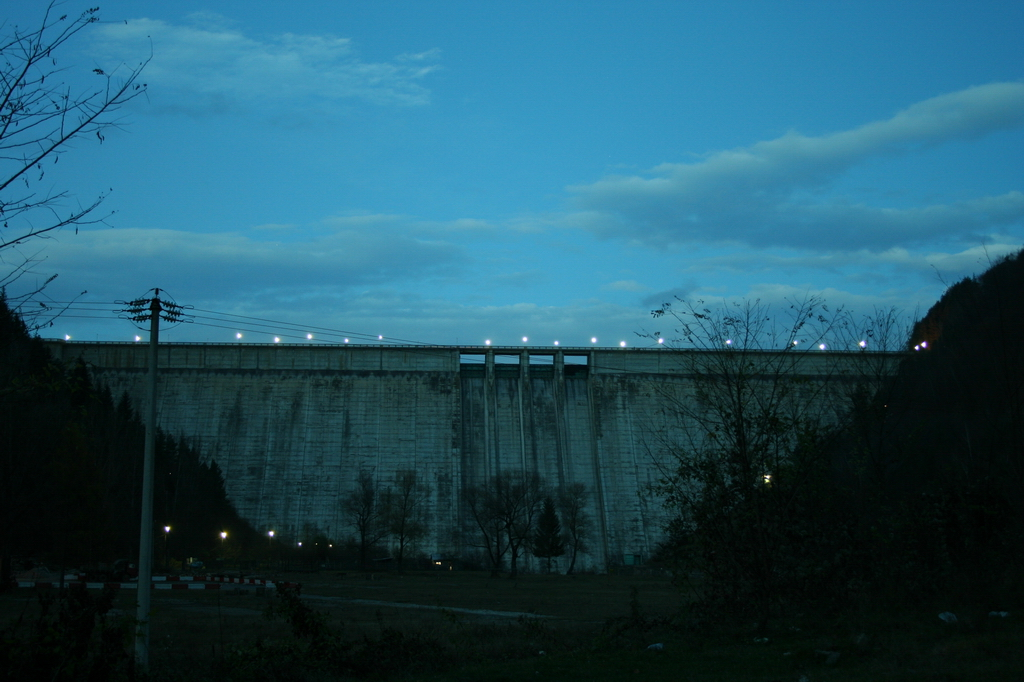
Vedere a barajului de la Bicaz, în crepuscul

Vedere în aval de barajul de la Bicaz, toamna

Este un baraj de greutate construit din beton și unește Muntele Gicovanu cu Obcina Horștei, fiind situat în amonte de confluența pârâului Izvorul Muntelui cu Bistrița. A fost construit între 1950 și 1960, are o înălțime de 127 m, o lungime de 435 m la coronament și o lățime maximă la bază de 119 m (la nivelul blocurilor deversoare), respectiv 115 m (la nivelul blocurilor nedeversoare). Geologic este situat într-o zonă cu predominanță de gresii silicioase (gresie de Tarcău), restul fiind pachete de șisturi argiloase și un strat de conglomerate. Terenul de fundație prezintă o puternică fisurație.
În structura sa intră 30 de blocuri înălțime (ploturi) separate prin rosturi etanșate amonte cu pene de beton armat și tole de cupru. Este străbătut de galerii, puțuri de aerisire și nișe de vizitare. Prin construcție au fost prevăzute încăperi ce adăpostesc instalații de acționare și comandă, echipamente de urmărire, monitorizare seismică și comportare a fiecărui element. La partea superioară se găsesc patru câmpuri deversoare de 11,5 m lățime prevăzute pentru o lamă de apă de 7 m înălțime (echipate cu stavile segment de 6 m) și patru goliri de fund echipate cu vane plane (2,50 m diametru) în ochelari, dispuse în serie.

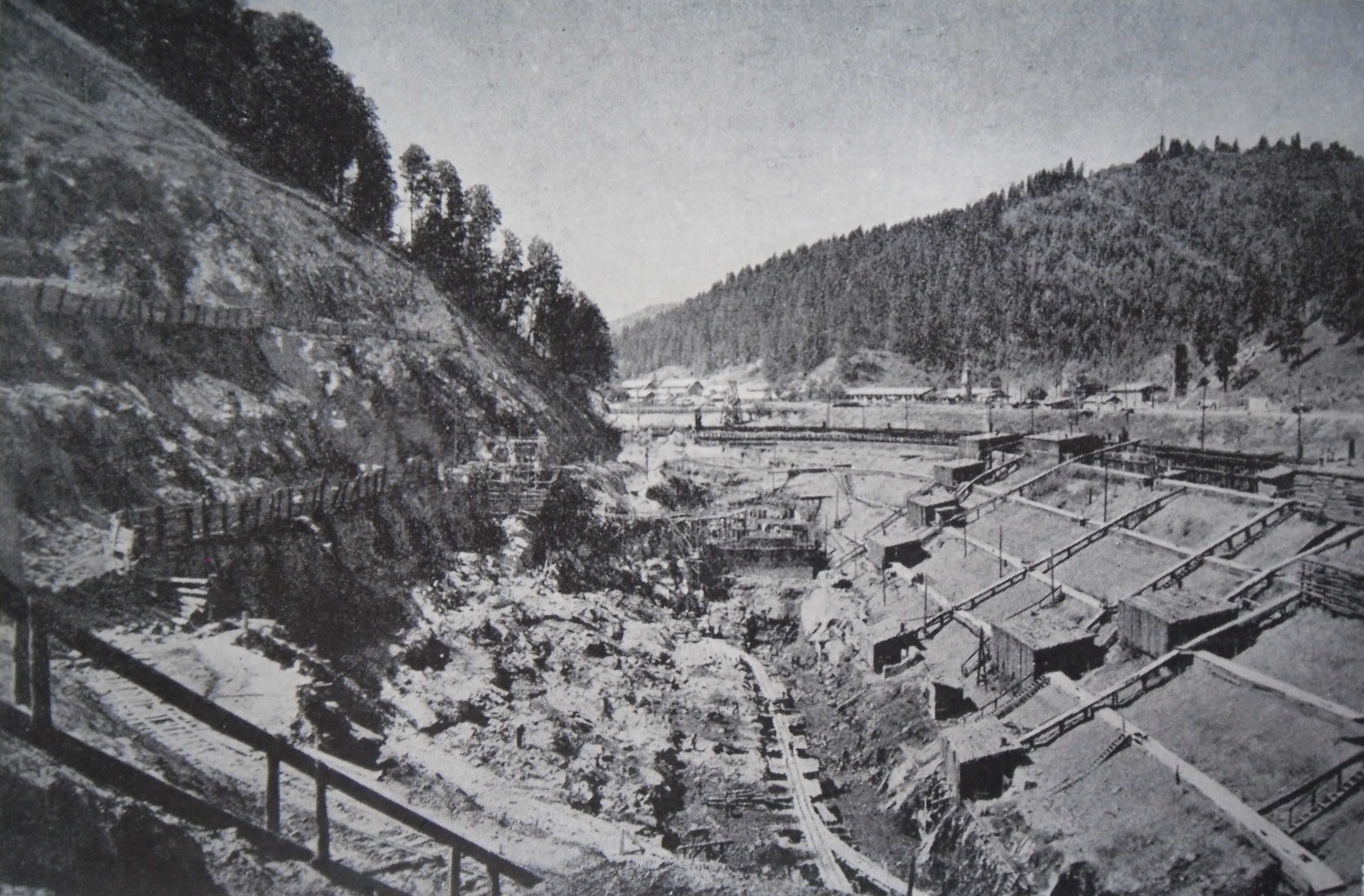
Șantierul barajul Bicaz

Consolidarea rocii — puternic fisurate la bază — s-a făcut prin injecții cu ciment de 10–20 m adâncime. Pentru evitarea încovoierii stratelor situate în aval de corpul barajului, acesta a fost prevăzut cu un pinten de 4–6 m adâncime în zona blocurilor înalte (7–24), dimensionat astfel încât să repartizeze în adâncime eforturile tangențiale. Pentru reducerea subpresiunilor în fundație, s-au realizat foraje de drenaj cu o adâncime de 30 m. Pentru a fi reduse la minimum infiltrațiile pe sub baraj, s-a realizat un voal de etanșare la piciorul amonte al acestuia (prelungit în lateral 40 m pe versantul drept și 60 m pe cel stâng) — format de 3 rânduri de foraje pe blocurile centrale (5–25, 60 m adâncime medie) și 2 rânduri pe cele laterale (1–4 și 26–30, 70 adâncime medie de forare). În aval adâncimea medie a forajelor a fost de 90 m.
Pe coronament este amenajată o șosea.

## Hidrocentrala

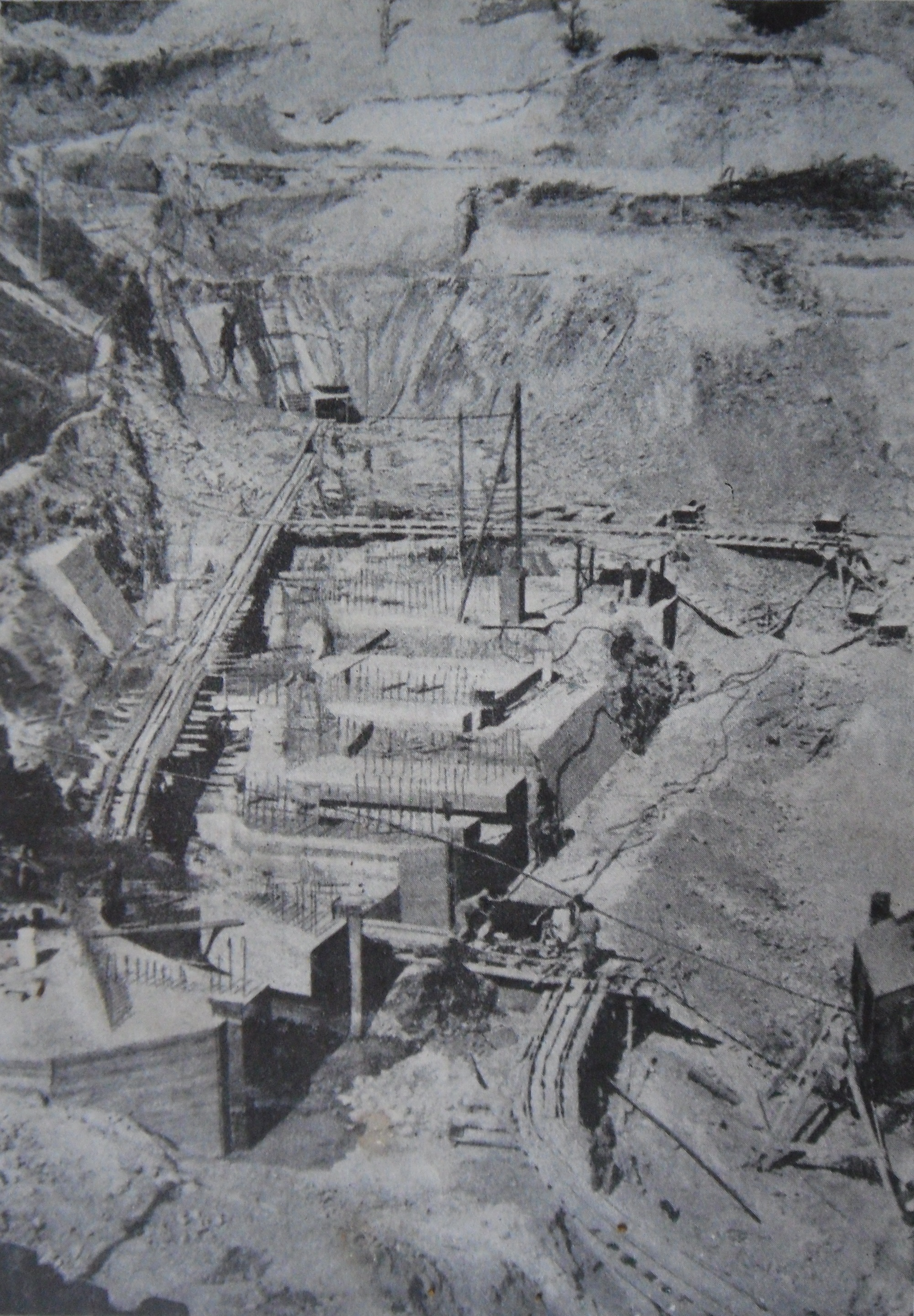
Fundația hidrocentralei Stejarul

Hidrocentrala „Dimitrie Leonida” se află în aval de baraj la 15 km de acesta, în satul Stejaru din comuna Pângărați. Este tipul de centrală de înaltă cădere cu lac de acumulare și derivație sub presiune (galerie de aducțiune), castel de echilibru, conducte forțate, distribuitoare, uzină electrică, bazin de liniștire și canal de fugă. Căderea brută folosită este de 149 m (94 m apar datorită barajului și 55 m prin tăierea buclei râului între Izvorul Muntelui și Stejaru de către derivație).
Centrala propriu-zisă este de tip semiaerian, include 6 grupuri generatoare cu turbine Francis cu ax vertical, dintre care 4 cu o putere instalată de 27,50 MW și 2 de 50 MW (total 210 MW). Două poduri rulante de 125 tone sarcină asistă manevrarea agregatelor. Evacuarea apei se face în aval printr-un bazin de liniștire, de unde ajunge în lacul Pângărați printr-un canal de fugă de 1.185 m Stația electrică exterioară are tensiunea de livrare de 110/220 KV.
Galeria tunelului de aducțiune al apei (4.655 m lungime, Ø interior de 7 m), străbate muntele Botoșanu și se întinde între cele 4 deschideri ale prizei de apă (ce se compune dintr-o parte subterană de 90 m lungime, o construcție supraterană de 70 m ce susține mașina de curățat grătarele și, puțul umed de 46 m adâncime în care se află vane plane de 6,50 x 9,00 m, etanșate în amonte) – aflate în amonte de baraj la 1,5 km și, hidrocentrala aflată la 15 km distanță în aval – pe firul Bistriței (care formează în această zonă o buclă ce înconjoară muntele Botoșanu). Tunelul are un strat interior din beton armat și unul exterior din beton simplu, cei 424 m finali ai galeriei fiind blindați cu tolă metalică. De la tunel la conductele forțate, joncțiunea se face printr-o piesă metalică de 60 t de tip pantalon de 14,2 m, înglobată într-un masiv de beton. Conductele (care conduc apa la turbine) sunt în număr de 2, sunt încastrate în două masive de ancoraj, au diametrul de 4.2 - 3.8 m și căderea de 90 m, au o porțiune aeriana oblică și una subterană orizontală și sunt vizibile de pe DN15. Conducta din dreapta alimentează cele 4 turbine mici iar cea stângă pe cele 2 mari. Pe fiecare fir al conductei în aval de piesa pantalon sunt montate în serie doua vane de tip fluture (de siguranță respectiv de manevră). 
Castelul de echilibru (amplasat pe axul tunelului) este format dintr-o cameră – aeriană – superioară (înălțime 17 m și diafragmă cu Ø interior de 33 m) și un puț (adâncime de 70 m și Ø interior de 23 m). Cu scopul disipării energiei, fundul castelului are o geometrie cu vute laterale.
Geologic, priza de apă este situată într-o zonă de șisturi negre, iar restul (conducta de derivație, castelul de echilibru, casa vanelor, conducta forțată și hidrocentrala) într-una de sedimente marno-argiloase.

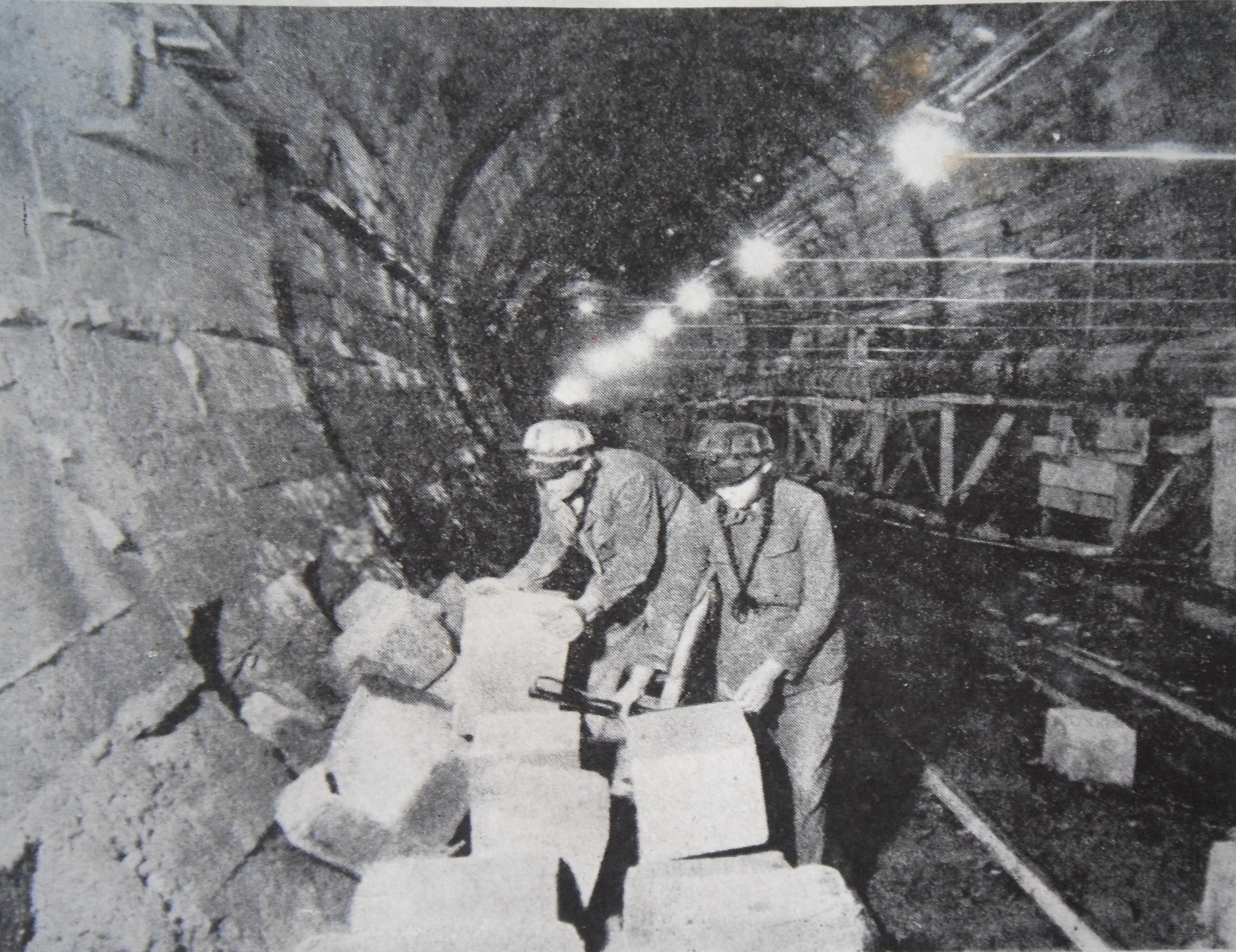
Tunelul de aducțiune a apei spre hidrocentrala Stejarul (în construcție)

În decursul timpului, centrala electrică a beneficiat de diverse activități de reparații, înlocuiri de subansamble, optimizări ale echipamentelor de automatizare și modernizări de echipamente. Un proiect mai amplu bazat pe finanțare de la Banca Europeană de Reconstrucție și Dezvoltare și Banca Mondială, intenționează o retehnologizare de amploare a uzinei, necesară funcționării la parametrii optimi pentru un nou ciclu de 3 decenii. Intențiile sunt de a înlocui atât cele 6 hidroagregate cât și de a reabilita echipamentele hidromecanice, electrice, sistemele de automatizare, comandă, protecție și SCADA[C], precum și părți din construcție.

## Istoric

### Construcția complexului hidroenergetic

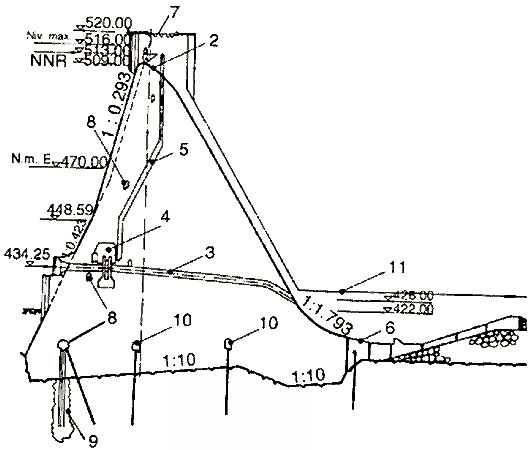
Barajului Izvorul Muntelui – Secțiune transversală

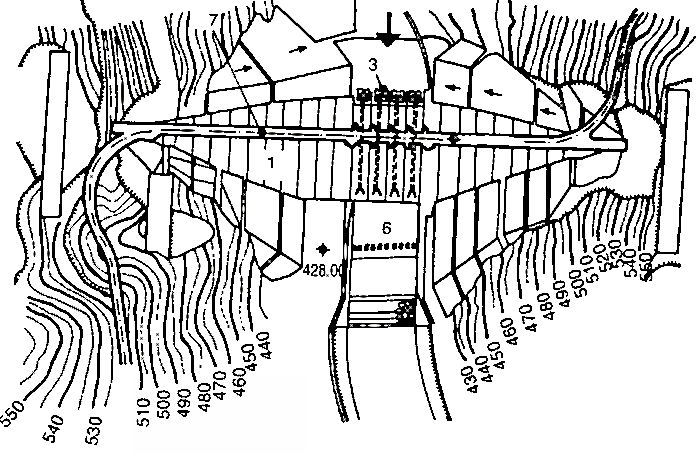
Barajului Izvorul Muntelui – Plan de situație

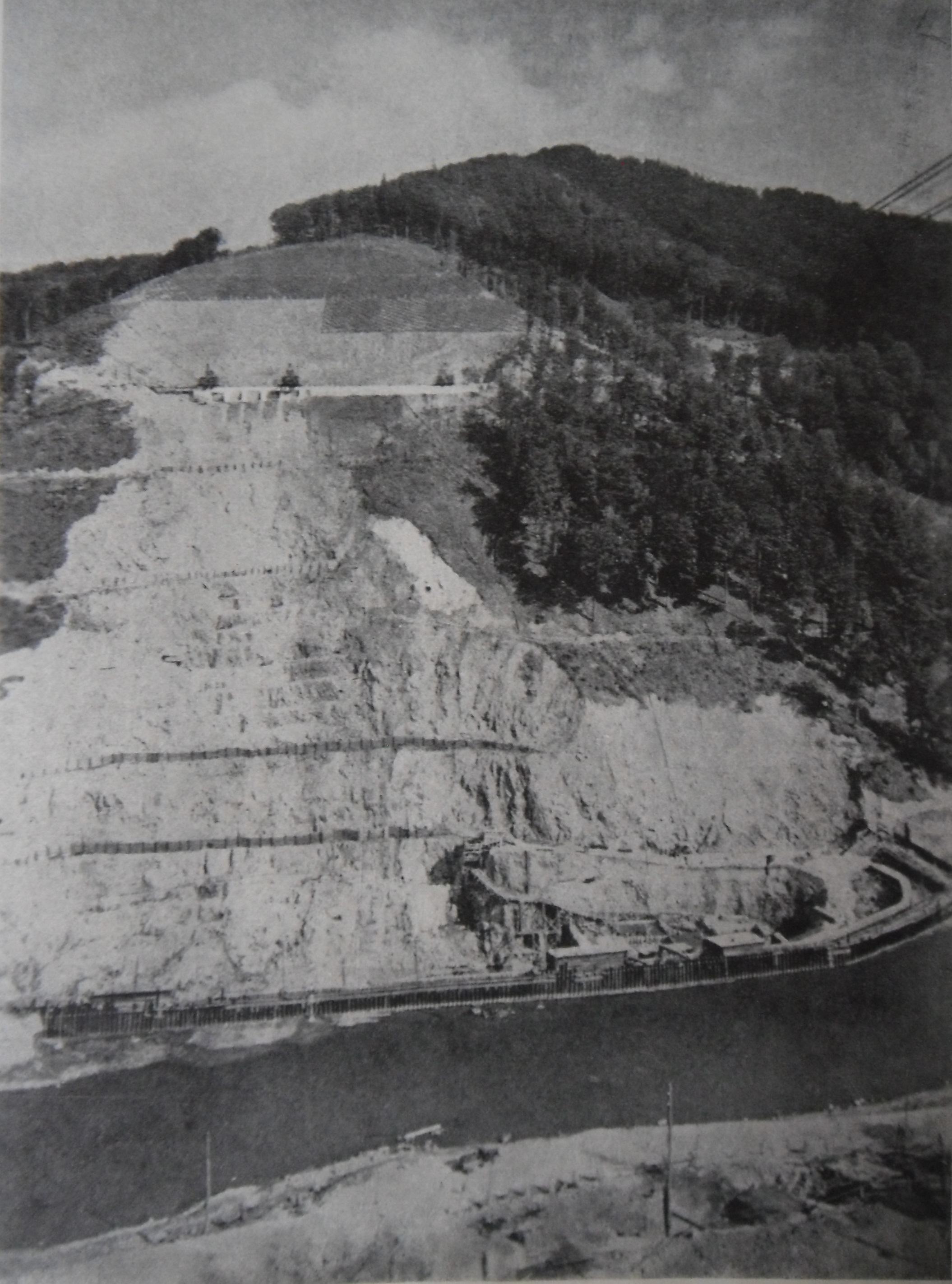
Fundația barajului Bicaz

S-au luat în calcul 3 amplasamente, pentru baraj. Primul proiect pentru viitorul complex hidroenergetic a fost făcut de inginerul român Dimitrie Leonida în 1908, sub forma unei lucrări cu care acesta obține la Școala Politehnică din Berlin - Charlottenburg, diploma de Inginer electrotehnist[D]. Alte variante de proiect au urmat, lipsa finanțării amânând realizarea acestuia până după cel de-Al Doilea Război Mondial, când nevoia de energie necesară proiectului de dezvoltare a industriei grele a determinat demararea realizării lui. În baza studiilor Institutului de Studii și Proiectări Energetice București derulate în perioada 1949-1950, s-a hotărât amenajarea hidroenergetică complexă a râului Bistrița, având ca punct de start și bază construcția barajului care urma să fie botezat inițial Vladimir Ilici Lenin.
Baza tehnologică a utilajelor a fost asigurată de excavatoare SE sovietice, autobasculante cehoslovace Tatra și drăgi sovietice. Energia electrică a fost asigurată inițial - până la interconectarea în sistemul energetic național, de o uzină Diesel de 6 MW. Activitatea de construcție s-a desfășurat cu rigurozitate, iar materialele folosite au fost de calitate.
„Tot ce era pe hârtie aparea și în teren. Șarje întregi de betoane testate și găsite necorespunzătoare se aruncau fără discuție”— constructorul Constantin Marcu
Startul lucrării s-a dat în toamna anului 1950, sub forma a 3 șantiere amplasate la intrarea și respectiv ieșirea tunelului de aducțiune (satele Cârnu și Stejaru) și în zona viitorului baraj (în apropierea confluenței Bistriței cu pârâul Izvorul Muntelui). Cu proiectarea și prospecțiunile geologice asigurate de același I.S.P.E. București, șantierele au avansat și, în primăvara lui 1951 a fost deviat cursul apelor Bistriței printr-un sistem de diguri dispuse lontgitudinal, începând și activitatea de străpungere a muntelui Botoșanu și construcție a tunelului. Agregatele pentru beton au fost extrase prin hidromecanizare cu ajutorul a 3 drage refulante de la balastiera din zona Cârnu. În 1953 au fost puse în funcțiune pe plan local fabricile de ciment și betoane, iar activitatea de turnare propriu-zisă a corpului principal a demarat în 1956. La 1 iulie 1960 porțile barajului s-au închis.
Galeria de aducțiune de a fost executată în condiții geologice foarte dificile, implicând atât înfruntarea unor presiuni ale apelor de infiltrație foarte mari cât și infiltrații cu gaze pe aproape o treime din lungime (o explozie a unei asemenea pungi de gaze s-a soldat cu aproximativ 30 de morți). Străpungerea s-a făcut pe 11 decembrie 1955.
Nici construcția hidrocentralei situată pe terasa aluvională superioară a Bistriței – prima centrală de mare putere realizată în România – nu a fost scutită de evenimente neplăcute, ajungându-se până la inundarea acesteia. Interconectare uzinei electrice s-a realizat cu începere din 1957 când a fost pusă în funcțiune linia de 110 kV care venea de la Roman. Trei ani mai târziu la sfârșitul verii sunt puse în funcțiune și liniile de 110 kV care mergeau spre Suceava și Fălticeni[E]. Prima turbină pornea câteva luni mai târziu.
Cu un an înainte de finalizarea barajului, au pornit lucrările în aval de acesta pentru realizarea celorlalte amenajări hidroenergetice.
În 1980 s-a finalizat și captarea secundară a râului Bicaz în lacul principal - prin construcția la Tașca a unui baraj și a galeriei de aducțiune derivată din acumularea nou constituită.
Planul de exploatare a lacului, s-a făcut pe baza observațiilor hidrologice desfășurate într-o perioadă de 3 decenii (1919-1939). Gospodărirea apelor acumulate este prevăzută pentru 2 ipoteze:
- Predominența folosirii apelor pentru nevoile energetice (nevoile de irigații și alimentare cu apă fiind satisfăcute de debitele turbinate conform necesităților energetice)
- Predomină folosința apei pentru nevoile de irigații (stocul evacuat crește în perioada de vegetație, reținându-se un stoc minim de apă, necesar funcționării integrale a centralei în perioadele de vârf hibernale de necesități energetice).

### Folosirea muncii forțate și dislocarea așezărilor

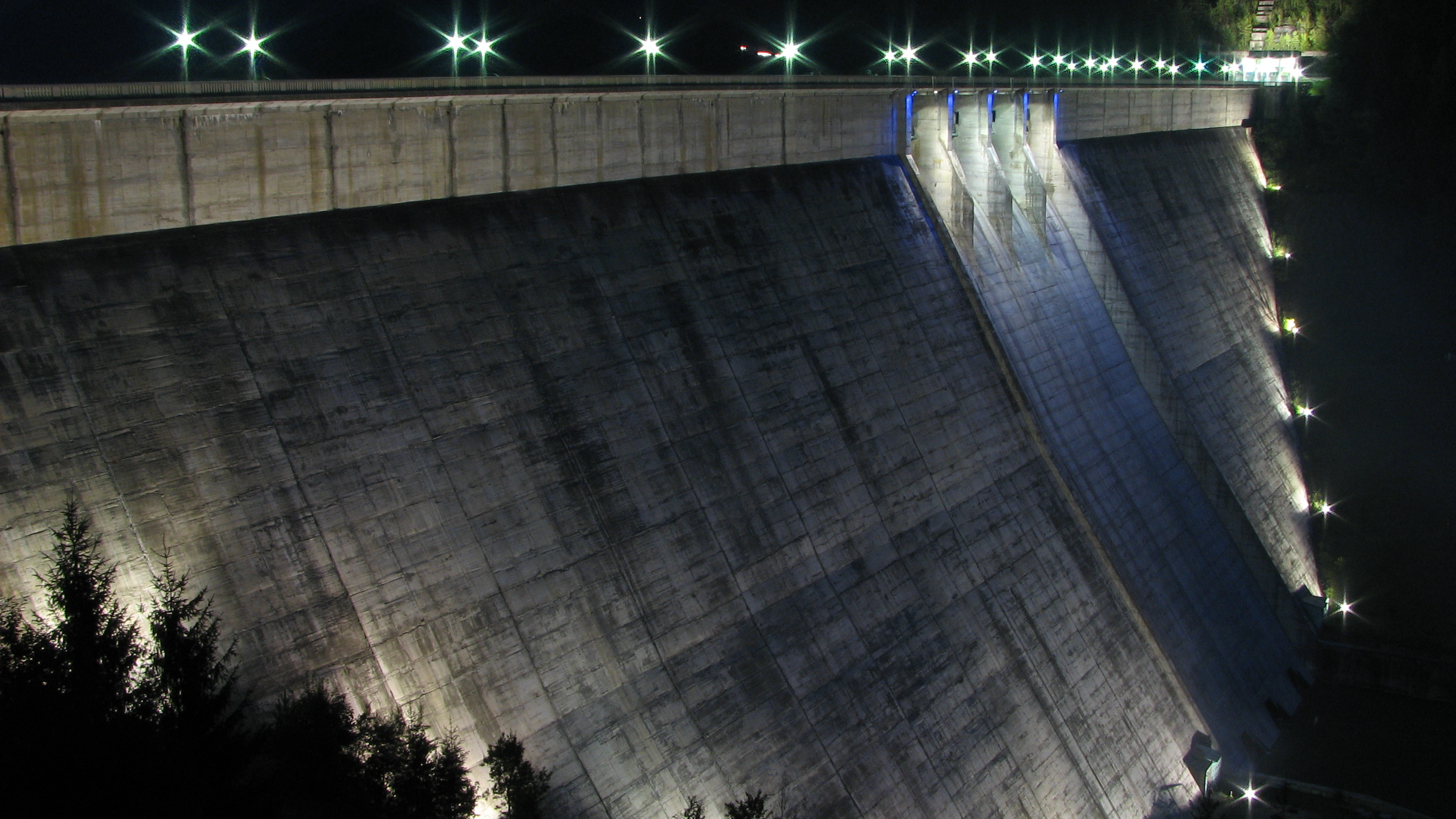
Barajul în nocturnă

Între 10.000 și 15.000 de oameni au muncit la ridicarea barajului, a tunelului de aducțiune și a uzinei electrice. Pentru a asigura forța de muncă necesară au fost aduși deținuți politici organizați în Colonii de Muncă[F]. Organizarea deținuților politici s-a făcut în două lagăre. Primul s-a aflat la Dodeni[G] în locul actualei stații de transformare de la Cojusna și a adăpostit pe cei care au lucrat la corpul barajului și, în partea amonte a tunelului de aducțiune. Celălalt a fost în cartierul Ciungi în locul actualului stadion din Bicaz și, a concentrat pe cei care au lucrat la terasamentul căii ferate care venea de la Piatra Neamț și la construcția gării din Bicaz. Numeroase accidente soldate cu decese și răniți, au avut loc în rândul deținuților - supuși unor condiții dure și lipsiți de experiență.
La construcție a lucrat pe șantierele de la Tunel Intrare și Baraj până la finele anului 1959 și un detașament de 1200 de militari ai muncii[H]. Alții 400 au lucrat la construcția fabricii de ciment și la hidrocentrala de la Stejaru.
Realizarea construcției a impus strămutarea parțială[I] sau totală[J] a 22 de sate. Dintre acestea, unele ca Răpciune, Cârnu, Rețeș – au dispărut în totalitate. Au fost strămutați peste 18.000 de locuitori din aproape 2.300 de gospodării. Două cimitire care urmau să fie îngropate de ape, au fost și ele dislocate. Preoții satelor Hangu și Fârțagi, au început cu un an înainte de inaugurarea barajului să-și îndemne enoriașii la slujba de duminică, să-și mute morții în noul cimitir de pe Dealul Chirițenilor. A luat astfel naștere ceea ce avea mai târziu să se numească „Drumul Morților” – cel pe care au fost cărate osemintele.
„Barajul a fost închis într-o seară a lui iunie 1960. Satenii își mutaseră deja morții în deal la Chirițeni. Chiar și cei neidentificați au fost reînhumați într-o groapă comună”—Învățătorul Teoctist Galinescu din Chirițeni

### In memoriam

Crucea comemorativă

- Asociația Foștilor Deținuți Politici din România - Filiala Neamț - a ridicat la capătul barajului, o cruce comemorativă pentru cei care, obligați fiind să muncească la acest edificiu, au suferit și/sau au decedat.[21]

- Construcția complexului hidroenergetic a fost imortalizată pe pânză de cea care a fost numită „doamna acuarelei românești”, pictorița Iulia Hălăucescu. Aproximativ 200 de tablouri constituie Epopeea Bicazului așa cum a fost trăită de martorii oculari, jumătate din acestea fiind expuse. Aflată printre cei care spărgeau stânci și turnau betoane, pictorița a reușit să surprindă o istorie îngropată apoi de ape.[22]

Printre lucrările neexpuse în perioada comunistă se numără cele precum „Cultul morților”, care descrie stramutarea osemintelor din Cimitirul Hangu „în deal” la Chirițeni.
„Se lucra nonstop și era luminat a giorno. Cei din colonie erau oameni cinstiți. A fost o școală a vieții foarte interesantă. Ce nu pot sa uit e ca oamenii munceau cu extaz, cu foarte multă bucurie”—pictorița Iulia Hălăucescu

## Rezervația acvatică

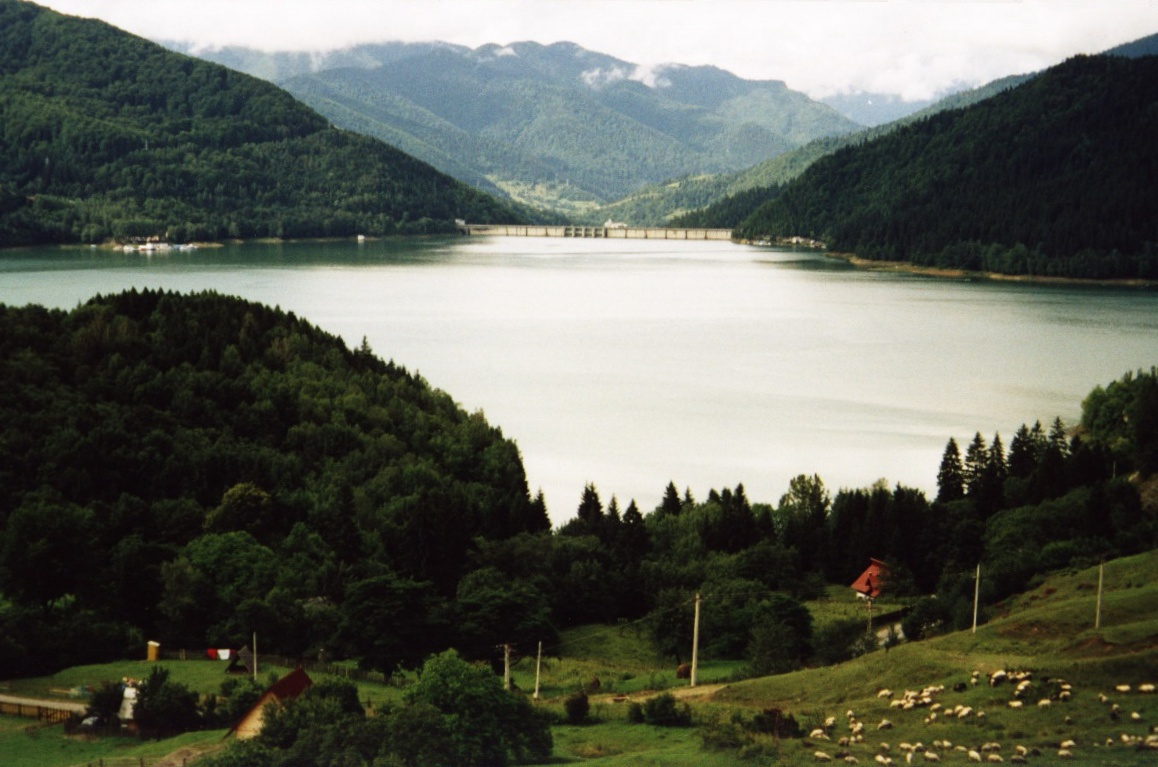
Zona lacului Izvorul Muntelui

Lacul aparține categoriei lacurilor eutrofe – oligotrofe, având ca particularități specifice volumul și întinderea foarte mari, așezarea într-un areal montan cu altitudine medie, variații anuale de nivel de pană la 25 – 30 m, existența unei stratificări termice datorate stagnării îndelungate a apei în cuveta lacului în prezența unor adancimi mari și, denudarea periodică a unei mari din suprafețe areal – cca. 1.500 ha — pe o durată de pană la jumătate de an.
Zona aparține treptei climatice montane moderat de caldă (temperatura medie anuala de 7 ÷ 7,5 °C), cu ierni blande (temperatura medie a lunii ianuarie –4 ÷ -5 °C) și veri moderat de calde (temperatura medie a lunii iulie, 16,5 ÷ 17 °C), efecte ale particularităților legate de existența suprafeței mari de apă.
La nivelul său, a fost declarată prin Legea Nr.5 din 6 martie 2000 (privind aprobarea Planului de amenajare a teritoriului național - Secțiunea a III-a - arii protejate), o arie protejată cu statut de rezervație acvatică, de 150 de hectare. Arealul se află pe malul drept al acumulării, în zona Izvorul Alb
Fauna apelor lacului cuprinde specii precum: babușcă, clean, lostriță, moioagă, mreană, oblete, păstrăv (indigen, de lac și curcubeu), porcușor, plătică, scobar.
Există pe malul stâng, opus celui al rezervației, o crescătorie de păstrăv în localitatea Potoci, unde se găsește și Stațiunea de Cercetări Biologice „Petre Jitariu” ce aparține de Universitatea „Alexandru Ioan Cuza” din Iași. Stațiunea este dotată cu un batiscaf – pentru cercetări, oaspete fiindu-i acestuia în 1993 oceanograful Jacques-Yves Cousteau. Tot în cadrul acesteia se găsește și un Laborator de evaluare a calității apei lacului de acumulare.

## Date de interes turistic
Posibilități de acces: 

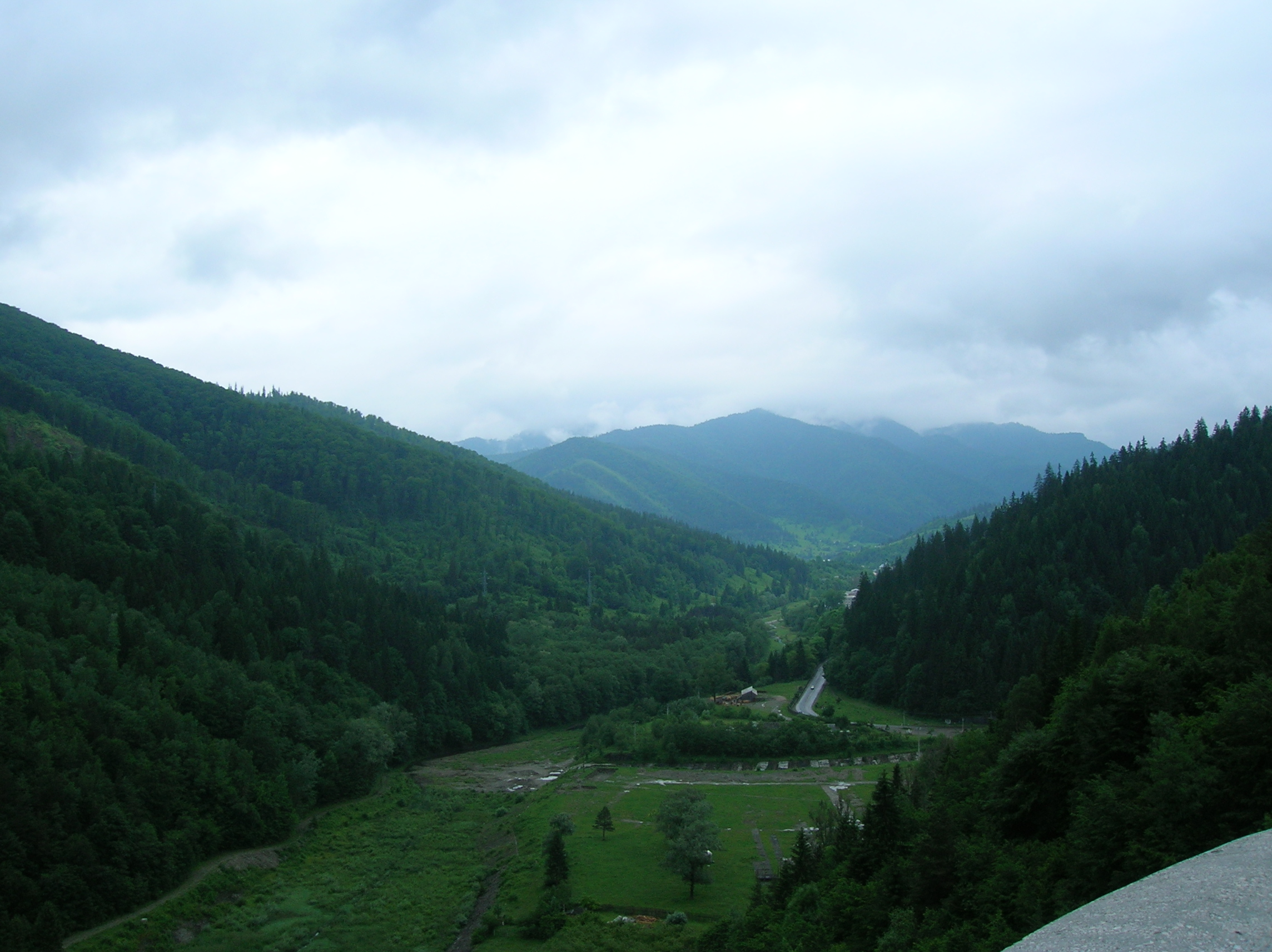
DN15 privit în aval de baraj, de pe coronamentul acestuia

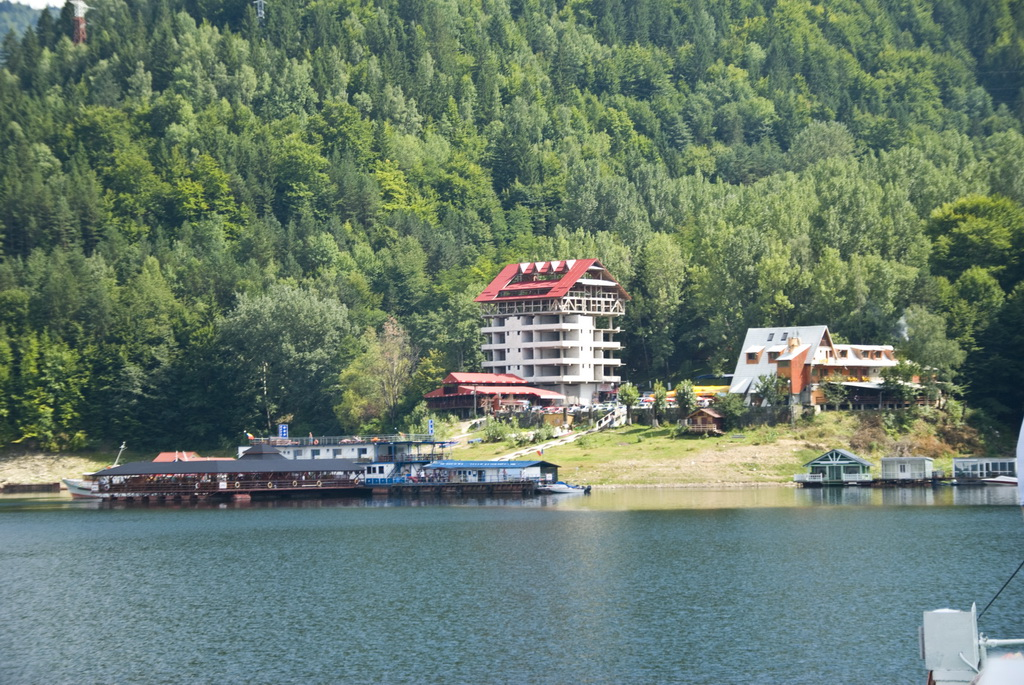
Portul de agrement Bicaz

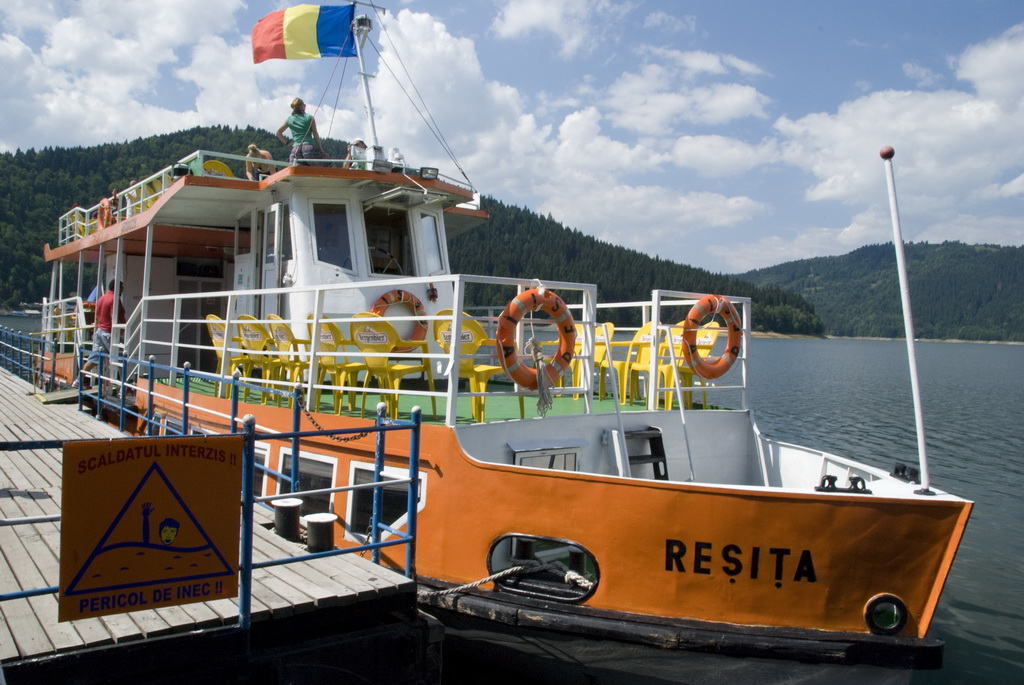
Nava „Reșița” amarată în Portul Bicaz

Lacul Izvorul Muntelui este accesibil în primul rând rutier și feroviar (în sud).
Principala cale de acces este reprezentată de DN15 pe porțiunea Bicaz – Poiana Largului. Din centrul Bicazului, drumul șerpuiește pe serpentinele care urcă pe coronamentul barajului, pentru a se angaja ulterior pe marginea stîngă a lacului. După ce revine le malul drept - trecând peste viaductul de la Poiana Largului, se intersectează cu DN17B care vine de La Vatra Dornei. De aici se îndreaptă mai întâi spre sud, apoi pe valea Bistricioarei spre Pasul Creanga. Deoarece în zona Munților Stânișoarei sunt foarte active procesele de modelare a versanților – prăbușiri, eroziune torențială și mai ales alunecări de teren, întreținerea și exploatarea șoselei Bicaz – Largu prezintă dificultăți semnificative.
În Bicaz ajunge și DN12C care coboară din Pasul Pângărați dinspre Transilvania.
În zona de sud-vest există un singur drum modernizat, care necesită însă reparații capitale. După porțiunea inițială a acestui drum cu indicativul DJ155F dintre Bistricioara (intersecția cu DN15) și Durău, acesta urcă Ceahlăul pentru a coborî spre Izvoru Muntelui și de aici mai departe spre baza barajului, pe dreapta Bistriței. Porțiunea montană a drumului este foarte deteriorată. Alternativă există pe marginea lacului numai sub forma unui drum forestier - Izvorul Alb, între intersecția cu DJ155F din satul Ceahlău și porțiunea de acces pe coronamentul barajului a DN15.
Accesul feroviar se face prin gara Bicaz, la capătul magistralei 509 (secundară și neelectrificată).
Aeroporturile cele mai apropiate (în distanțe calculate de la Bicaz) sunt la: Bacău (86 km), Iași (156 km) și Târgu Mureș (173 km)
Amenajări:
Pe malul stâng – în apropiere de baraj – se află amenajat un port turistic. Vaporașelor existente li se adaugă șalupe, hidrobiciclete, căsuțe de lemn și un hotel plutitor. Capacități suplimentare de cazare există pe ambele maluri, sub forma unor pensiuni agroturistice.
Obiective turistice de vecinătate:
- Masivul Ceahlău
- Cheile Bicazului
- Piatra Teiului, Pădurea Secu

Masivul Ceahlău, prelucrare 3D

- Stațiunea Durău, Mănăstirea Durău, Palatul Cnejilor
- Platoul Comarnicului
- Mănăstirea Buhalnița și Schitul Pahomie cel Mare din Hangu
- Mănăstirea Petru Vodă, Biserica de lemn din Galu, Biserica de lemn Trei Ierarhi din Poiana Largului

## Studii monografice
- Lacul Bicaz și împrejurimile; Dr. Ion Băra, Dr. Constantin Grasu; Ed. Sport-Turism; București; 1981